# IIHF Verdensmesterskabet 2019 Gruppe B
Gruppe B er en af de to grupper ved IIHF Verdensmesterskabet 2019. De fire bedste hold avancerer til slutspillet, mens det dårligste hold rykker ned i Division I i 2020.

## Stilling
| Pos | Hold     | K | V | OTV | OTT | T | MF | MM | M+/- | P | Kvalifikation eller nedrykning   |
| --- | -------- | - | - | --- | --- | - | -- | -- | ---- | - | -------------------------------- |
| 1   | Schweiz  | 2 | 2 | 0   | 0   | 0 | 12 | 1  | +11  | 6 | Kvartfinaler                     |
| 2   | Tjekkiet | 2 | 2 | 0   | 0   | 0 | 12 | 4  | +8   | 6 | Kvartfinaler                     |
| 3   | Rusland  | 2 | 2 | 0   | 0   | 0 | 10 | 2  | +8   | 6 | Kvartfinaler                     |
| 4   | Sverige  | 2 | 1 | 0   | 0   | 1 | 10 | 5  | +5   | 3 | Kvartfinaler                     |
| 5   | Letland  | 2 | 1 | 0   | 0   | 1 | 6  | 5  | +1   | 3 |                                  |
| 6   | Norge    | 2 | 0 | 0   | 0   | 2 | 4  | 12 | −8   | 0 |                                  |
| 7   | Østrig   | 2 | 0 | 0   | 0   | 2 | 2  | 10 | −8   | 0 |                                  |
| 8   | Italien  | 2 | 0 | 0   | 0   | 2 | 0  | 17 | −17  | 0 | Nedrykning til Division I A 2020 |

1. ↑  Reglerne siger at "de dårligste to hold vil rykke ned" og 2020-værterne fra Schweiz kan ikke rykke ned.'"`UNIQ--ref-00000004-QINU`"'

## Kampe
Alle tider er lokale (UTC+2).

### Rusland vs Norge
| 10. maj 2019 16:15 | Rusland | 5–2 2−0, 2–0, 1–2 | Norge | Ondrej Nepela Arena, Bratislava Tilskuere: 7,698 |

| | Andrei Vasilevskiy                | Målmænd                                       | Henrik Haukeland | Dommer: Martin Fraňo Stephen Reneau Linjedommere: Roman Kaderli Miroslav Lhotský |
| #63 Evgenii Dadonov 8:39, #15 Artem Anismov 14:33, #98 Mikhail Sergachev 28:13, #97 Nikita Gusev 29:47, #3 Dinar Khafzullin 41:26 | 1–0, 2–0, 3–0, 4–0, 4–1, 4–2, 5–2 | #93 Valkvæ Olsen 56:07, #6 Jonas Holøs 57:47, |                  | Dommer: Martin Fraňo Stephen Reneau Linjedommere: Roman Kaderli Miroslav Lhotský |
| |                                   |                                               |                  | Dommer: Martin Fraňo Stephen Reneau Linjedommere: Roman Kaderli Miroslav Lhotský |
| |                                   |                                               |                  | Dommer: Martin Fraňo Stephen Reneau Linjedommere: Roman Kaderli Miroslav Lhotský |

### Tjekkiet vs Sverige
| 10. maj 2019 20:15 | Tjekkiet | 5–2 1–0, 1–2, 3–0 | Sverige | Ondrej Nepela Arena, Bratislava Tilskuere: 8,723 |

| | Patrik Bartošák                   | Målmænd                                              | Henrik Lundqvist | Dommer: Roman Gofman Brett Iverson Linjedommere: Wiliam Hancock Hannu Sormunen |
| #13 Jakub Vrána 1:55, #43 Jan Kovár 36:36, #93 Jakub Voràcek 40:33, #17 Filip Hronek 55:50 #93 Jakub Voràcek 59:04 | 1–0, 1–1, 1–2, 2–2, 3–2, 4–2, 5–2 | #72 Patric Hörnqvist 20:24, #32 Oskar Lindblom 23:01 |                  | Dommer: Roman Gofman Brett Iverson Linjedommere: Wiliam Hancock Hannu Sormunen |
| |                                   |                                                      |                  | Dommer: Roman Gofman Brett Iverson Linjedommere: Wiliam Hancock Hannu Sormunen |
| |                                   |                                                      |                  | Dommer: Roman Gofman Brett Iverson Linjedommere: Wiliam Hancock Hannu Sormunen |

### Schweiz vs Italien
| 11. maj 2019 12:15 | Schweiz | 9–0 4–0, 2–0, 3–0, | Italien | Ondrej Nepela Arena, Bratislava Tilskuere: 8,463 |

| | Reto Berra                                  | Målmænd | Andreas Bernard | Dommer: Martin Frano Linus Öhlund Linjedommere: hannu Sormunen Nathan Vanoosten |
| #21 Kevin Fiala 1:17, #15 Grégory Hofmann 7:24, #93 Lino Martschini 10:06, #8 Vincent Praplan 19:54 #82 Simon Moser 21:36, #13 Nico Hischier 23:32, #21 Kevin Fiala 23:32, #55 Romain Loeffel 46:55 #8 Vincent Praplan 49:43 | 1–0, 2–0, 3–0, 4–0, 5–0, 6–0, 7–0, 8–0, 9–0 |         |                 | Dommer: Martin Frano Linus Öhlund Linjedommere: hannu Sormunen Nathan Vanoosten |
| |                                             |         |                 | Dommer: Martin Frano Linus Öhlund Linjedommere: hannu Sormunen Nathan Vanoosten |
| |                                             |         |                 | Dommer: Martin Frano Linus Öhlund Linjedommere: hannu Sormunen Nathan Vanoosten |

### Letland vs Østrig
| 11. maj 2019 16:15 | Letland | 5–2 1–1, 1–0, 4–1 | Østrig | Ondrej Nepela Arena, Bratislava Tilskuere: 8,917 |

| | Kristers Gudļevskis               | Målmænd                                          | David Kickhet | Dommer: Roman Gofman Peter Stano Linjedommere: Andrew Dalton Roman Kaderli |
| #21 Rūdolfs Balcers 15:21, #23 Teodors Bļugers 40:23, #18 Rodrigo Abols 44:19 #87 Gints Meija 47:16, #21 Rudolfs Balcers 56:00 | 1–0, 1–1, 2–1, 3–1, 4–1, 5–1, 5–2 | #12 Michael Raffl 14:39, #23 Fabio Hoefer 55:44, |               | Dommer: Roman Gofman Peter Stano Linjedommere: Andrew Dalton Roman Kaderli |
| |                                   |                                                  |               | Dommer: Roman Gofman Peter Stano Linjedommere: Andrew Dalton Roman Kaderli |
| |                                   |                                                  |               | Dommer: Roman Gofman Peter Stano Linjedommere: Andrew Dalton Roman Kaderli |

### Norge vs Tjekkiet
| 11. maj 2019 20:15 | Norge | 2–7 1–3, 0–2, 1–2, | Tjekkiet | Ondrej Nepela Arena, Bratislava Tilskuere: 9,033 |

|                                                    | Henrik Haukeland Henrik Hoim                                   | Målmænd | Šimon Hrubec | Dommer: Mikko Kaukokari Gordon Schukies Linjedommere: Joep Leermakers Dmitri Shishlo |
| #18 Tobias Lindström 10:14, #13 Sondre Olden 40:52 | 1 – 0, 1 – 1, 1 – 2, 1 – 3, 1 – 4, 1 – 5, 2 – 5, 2 – 6, 2 – 7, | #17 Filip Hronek 2:33, #81 Dominik Kubalík 6:34 #93 Jakub Vorácek 15:32, #12 Dominik Simon 23:17, #17 Filip Hronek 33:36 #72 Filip Chytil 41:30 #43 Jan Kovář 44:52 |              | Dommer: Mikko Kaukokari Gordon Schukies Linjedommere: Joep Leermakers Dmitri Shishlo |
|                                                    |                                                                | |              | Dommer: Mikko Kaukokari Gordon Schukies Linjedommere: Joep Leermakers Dmitri Shishlo |
|                                                    |                                                                | |              | Dommer: Mikko Kaukokari Gordon Schukies Linjedommere: Joep Leermakers Dmitri Shishlo |

### Rusland vs Østrig
| 12. maj 2019 12:15 | Rusland | 5–0 1–0, 2–0, 2–0 | Østrig | Ondrej Nepela Arena, Bratislava Tilskuere: 9,033 |

| | Alexandar Georgiev      | Målmænd | Bernhard Starkbaum | Dommer: Linus Öhlund Gordon Schukies Linjedommere: Joep Leemakers Nathan Vanoosten |
| #63 Evgenii Dadonov 12:15, # 97 Nikita Gusev 34:23, #7 Ivan Telegin 34:59, #98 Mikhalo Sergachev 40:15, #92 Evgeny Kuznetsov 44:06 | 1–0, 2–0, 3–0, 4–0, 5–0 |         |                    | Dommer: Linus Öhlund Gordon Schukies Linjedommere: Joep Leemakers Nathan Vanoosten |
| |                         |         |                    | Dommer: Linus Öhlund Gordon Schukies Linjedommere: Joep Leemakers Nathan Vanoosten |
| |                         |         |                    | Dommer: Linus Öhlund Gordon Schukies Linjedommere: Joep Leemakers Nathan Vanoosten |

### Italien vs Sverige
| 12. maj 2019 16:15 | Italien | 0–8 0–1, 0–1, 0–6 | Sverige | Ondrej Nepela Arena, Bratislava Tilskuere: 6,894 |

|  | Marco de Filippo                       | Målmænd | Henrik Lundqvist | Dommer: Stephen Reneau Peter Stano Linjedommere: Andrew Dalton Dmitri Shishlo |
|  | 0–1, 0–2, 0–3, 0–4, 0–5, 0–6, 0–7, 0–8 | #58 Anton Lander 2:10, #72 Patric Hörnqvist 25:25, #32 Oskar Lindblom 41:57, #16 Marcus Krüger 42:52 #58 Anton Lander 48:55, #88 William Nylander, 52:55 #58 Anton Lander 55:32, #72 Patric Hörnqvist 58:29 |                  | Dommer: Stephen Reneau Peter Stano Linjedommere: Andrew Dalton Dmitri Shishlo |
|  |                                        | |                  | Dommer: Stephen Reneau Peter Stano Linjedommere: Andrew Dalton Dmitri Shishlo |
|  |                                        | |                  | Dommer: Stephen Reneau Peter Stano Linjedommere: Andrew Dalton Dmitri Shishlo |

### Letland vs Schweiz
| 12. maj 2019 20:15 | Letland | 1–3 0–0, 1–1, 0–2, | Schweiz | Ondrej Nepela Arena, Bratislava Tilskuere: 7,773 |

|                         | Elvis Merzļikinis  | Målmænd                                                                    | Leonardo Genoni | Dommer: Brett Iverson Mikko Kaukokari Linjedommere: William Hancock Miroslav Lhotský |
| #70 Miks Indrašis 34:15 | 0–1, 1–1, 1–2, 1–3 | #15 Grégory Hofmann 33:44, #13 Nico Hirschier 56:21, #13 Simon Moser 59:19 |                 | Dommer: Brett Iverson Mikko Kaukokari Linjedommere: William Hancock Miroslav Lhotský |
|                         |                    |                                                                            |                 | Dommer: Brett Iverson Mikko Kaukokari Linjedommere: William Hancock Miroslav Lhotský |
|                         |                    |                                                                            |                 | Dommer: Brett Iverson Mikko Kaukokari Linjedommere: William Hancock Miroslav Lhotský |

### Rusland vs Tjekkiet
| 13. maj 2019 16:15 | Rusland | 3–0 (1–0, 1–0, 1–0) | Tjekkiet | Ondrej Nepela Arena, Bratislava Tilskuere: 9,085 |

|                                                                              | Andrei Vasilevskiy | Målmænd | Patrik Bartošak | Dommer: Brett Iverson Peter Stano Linjedommere: Hannu Sormunen Nathan Vanoosten |
| #13 Sergei Andronov 13:02, #97 Nikita Gusev 32:25, #22 Nikita Zaitsev 59:04, | 1–0, 2–0, 3–0      |         |                 | Dommer: Brett Iverson Peter Stano Linjedommere: Hannu Sormunen Nathan Vanoosten |
|                                                                              |                    |         |                 | Dommer: Brett Iverson Peter Stano Linjedommere: Hannu Sormunen Nathan Vanoosten |
|                                                                              |                    |         |                 | Dommer: Brett Iverson Peter Stano Linjedommere: Hannu Sormunen Nathan Vanoosten |

### Norge vs Sverige
| 13. maj 2019 20:15 | Norge | 1–9 0–3, 0–5, 1–1, | Sverige | Ondrej Nepela Arena, Bratislava Tilskuere: 8,850 |

|                            | Henrik Haukeland, Henrik Tom                     | Målmænd | Jakob Markstörm | Dommer: Roman Gofman Gordon Schukies Linjedommere: William Hancock Joep Leermakers |
| #8 Mathias Trettenes 51:14 | 0−1, 0–2, 0–3, 0–4, 0–5, 0–6, 0–7, 0–8, 0–9, 1–9 | #10 Alex Wennberg 0:39, #72 Patric Hörnqvist 6:40, #72 Patric Hörnqvist 18:22, #9 Adrian Kempe 22:05, #6 Adam Larsson 25:54, #29 Mario Kempe 26:40, #10 Alex Wennberg 29:38, #21 Loui Eriksson 38:40, #32 Oskar Lindblom 57:29 |                 | Dommer: Roman Gofman Gordon Schukies Linjedommere: William Hancock Joep Leermakers |
|                            |                                                  | |                 | Dommer: Roman Gofman Gordon Schukies Linjedommere: William Hancock Joep Leermakers |
|                            |                                                  | |                 | Dommer: Roman Gofman Gordon Schukies Linjedommere: William Hancock Joep Leermakers |

### Italien vs Letland
| 14. maj 2019 16:15 | Italien | 0–3 0–0, 0–2, 0–1 | Letland | Ondrej Nepela Arena, Bratislava Tilskuere: 5,532 |

|  | Andreas Bernard | Målmænd                                                                        | Kristers Gudlevskis | Dommer: Stephen Reneau Gordon Schukies Linjedommere: Andrew Dalton Hannu Sormunen |
|  | 0–1, 0–2, 0–3   | #71 Roberts Bukarts 29:11, #12 Rihards Marenis 38:14, #23 Tedors Blugers 59:04 |                     | Dommer: Stephen Reneau Gordon Schukies Linjedommere: Andrew Dalton Hannu Sormunen |
|  |                 |                                                                                |                     | Dommer: Stephen Reneau Gordon Schukies Linjedommere: Andrew Dalton Hannu Sormunen |
|  |                 |                                                                                |                     | Dommer: Stephen Reneau Gordon Schukies Linjedommere: Andrew Dalton Hannu Sormunen |

### Schweiz vs Østrig
| 14. maj 2019 20:15 | Schweiz | 4–0 1–0, 0–0, 3–0 | Østrig | Ondrej Nepela Arena, Bratislava Tilskuere: 4,488 |

| | Reto Berra         | Målmænd | Favid Kickhert | Dommer: Mikko Kaukokari Aleksi Rantala Linjedommere: Rene Jensen Lauri Nikulainen |
| #21 Kevin Fiala 19:27, #90 Roman Josi 53:02 #23 Philipp Kurashev 58:30, #85 Sven Andrighetto 59:47 | 1–0, 2–0, 3–0, 4–0 |         |                | Dommer: Mikko Kaukokari Aleksi Rantala Linjedommere: Rene Jensen Lauri Nikulainen |
| |                    |         |                | Dommer: Mikko Kaukokari Aleksi Rantala Linjedommere: Rene Jensen Lauri Nikulainen |
| |                    |         |                | Dommer: Mikko Kaukokari Aleksi Rantala Linjedommere: Rene Jensen Lauri Nikulainen |

### Schweiz vs Norge
| 15. maj 2019 16:15 | Schweiz | 4–1 1–1, 1–0, 2–1 | Norge | Ondrej Nepela Arena, Bratislava Tilskuere: 4,488 |

| | Leonardo Genoni         | Målmænd                    | Henrik Holm | Dommer: Brett Iverson Jeremy Tufts Linjedommere: Andrew Dalton Lauri Nikulainen |
| #10 Andres Ambühl 5:30, #13 Nico Hischier 20:34, #15 Grégory Hofmann 49:01, #16 Raphael Diaz 59:47 | 1–0, 1–1, 2–1, 3–1, 4–1 | #18 Tobias Lindström 58:04 |             | Dommer: Brett Iverson Jeremy Tufts Linjedommere: Andrew Dalton Lauri Nikulainen |
| |                         |                            |             | Dommer: Brett Iverson Jeremy Tufts Linjedommere: Andrew Dalton Lauri Nikulainen |
| |                         |                            |             | Dommer: Brett Iverson Jeremy Tufts Linjedommere: Andrew Dalton Lauri Nikulainen |

### Rusland vs Italien
| 15. maj 2019 20:15 | Rusland | 10–0 4–0, 4–0, 2–0, | Italien | Ondrej Nepela Arena, Bratislava Tilskuere: 7,535 |

| | Anderi Vasilevskiy                                | Målmænd | Andreas Bernard | Dommer: Mikko Kaukokari Aleksi Rantala Linjedommere: Rene Jensen Dustin McCrank |
| #22 Nikita Zaitsev 0:31, #3 Dinar Khafizullin 8:30, #92 Evgeny Kuznetsov 13:15, #8 Alexander Ovechkin 16:14, #92 Evgeny Kuznetsov 20:18, #71 Ilya Kovalchuk 26:03, #63 Yevgeni Dadonov 33:41, #25 Mikhali Grigorenko 36:25, #86 Nikita Kucherov 44:52, #63 Yevgeni Dadonov 45:27 | 1–0, 2–0, 3–0, 4–0, 5–0, 6–0, 7–0, 8–0, 9–0, 10–0 |         |                 | Dommer: Mikko Kaukokari Aleksi Rantala Linjedommere: Rene Jensen Dustin McCrank |
| |                                                   |         |                 | Dommer: Mikko Kaukokari Aleksi Rantala Linjedommere: Rene Jensen Dustin McCrank |
| |                                                   |         |                 | Dommer: Mikko Kaukokari Aleksi Rantala Linjedommere: Rene Jensen Dustin McCrank |

### Sverige vs Østrig
| 16. maj 2019 16:15 | Sverige | 9–1 5–0, 2–0, 2–1 | Østrig | Ondrej Nepela Arena, Bratislava Tilskuere: 8,386 |

| | Henrik Lundqvist                                 | Målmænd                 | Bernhard Starkbaum | Dommer: Brett Iverson Peter Stano Linjedommere: Andrew Dalton Hannu Sormunen |
| #92 Gabriel Landeskog 1:09, #16 Marcus Krüger 2:37, #88 William Nylander 5:41, #6 Adam Larsson 7:32, #9 Adrian Kempe 14:39, #70 Dennis Rasmussen 29:13, #28 Elias Lindholm 33:22, #23 Oliver Ekman-Larsson 42:40, #40 Elias Pettersson 45:31 | 1–0, 2–0, 3–0, 4–0, 5–0, 6–0, 7–0, 8–0, 9–0, 9–1 | #12 Michael Raffl 47:46 |                    | Dommer: Brett Iverson Peter Stano Linjedommere: Andrew Dalton Hannu Sormunen |
| |                                                  |                         |                    | Dommer: Brett Iverson Peter Stano Linjedommere: Andrew Dalton Hannu Sormunen |
| |                                                  |                         |                    | Dommer: Brett Iverson Peter Stano Linjedommere: Andrew Dalton Hannu Sormunen |

### Tjekkiet vs Letland
| 16. maj 2019 20:15 | Tjekkiet | 6–3 0–2, 4–0, 2–1 | Letland | Ondrej Nepela Arena, Bratislava Tilskuere: 9,084 |

| | Patrik Bartošák                              | Målmænd                                                                    | Elvis Merzlikins | Dommer: Oliver Gouin Jeremy Tufts Linjedommere: Dmitri Golyak Brian Oliver |
| #17 Philip Hronek 25:41, #43 Jan Kovář 31:01, #93 Jakub Vorácek 37:38, #13 Jakub Vrána 38:40, #30 Šimon Hrubec 45:44, #93 Jakub Vorácek 58:28 | 0–1, 0–2, 1–2, 2–2, 3–2, 4–2, 5–2, 6–2, 6–3, | #70 Miks Indrašis 6:04, #10 Lauris Darzinš 13:08, #10 Lauris Darzinš 55:28 |                  | Dommer: Oliver Gouin Jeremy Tufts Linjedommere: Dmitri Golyak Brian Oliver |
| |                                              |                                                                            |                  | Dommer: Oliver Gouin Jeremy Tufts Linjedommere: Dmitri Golyak Brian Oliver |
| |                                              |                                                                            |                  | Dommer: Oliver Gouin Jeremy Tufts Linjedommere: Dmitri Golyak Brian Oliver |

### Østrig vs Norge
| 17. maj 2019 16:15 | Østrig | 3–5 0–1, 1–1, 2–3 | Norge | Ondrej Nepela Arena, Bratislava Tilskuere: 8,196 |

|                                                        | Bernhard Starkbaum                     | Målmænd | Henrik Holm | Dommer: Jan Hribik Aleksi Rantala Linjedommere: Dmitri Golyak Dustin McCrank |
| #3 Peter Schneider 22:08, #67 Konstantin Komarek 49:37 | 0–1, 1–1, 1–2, 1–3, 1–4, 1–5, 2–5, 3–5 | #21 Christian Bull 2:01, #4 Johannes Johannesen 36:42, #21 Aleksander Reichenber 50:33, #21 Christian Bull 53:32, #61 Aleksander Reichenberg 50:33 #21 Christian Bull 53:32 |             | Dommer: Jan Hribik Aleksi Rantala Linjedommere: Dmitri Golyak Dustin McCrank |
|                                                        |                                        | |             | Dommer: Jan Hribik Aleksi Rantala Linjedommere: Dmitri Golyak Dustin McCrank |
|                                                        |                                        | |             | Dommer: Jan Hribik Aleksi Rantala Linjedommere: Dmitri Golyak Dustin McCrank |

### Tjekkiet vs Italien
| 17. maj 2019 20:15 | Tjekkiet | 8–0 1–0, 4–0, 3–0 | Italien | Ondrej Nepela Arena, Bratislava Tilskuere: 9,082 |

| | Pavel Francouz                         | Målmænd | Marco de Filippo | Dommer: Oliver Gouin Yevgeni Romasko Linjedommere: Gleb Lazarev Lauri Nikulainen |
| #77 Milan Gulaš 7:04, #3 Radko Gudas 27:09, #67 Michael Frolík 32:07, #43 Jan Kovář 33:43, #23 Dmitrij Jaškin 34:17, # Šimon Hrubec 56:02, #23 Dmitrij Jaškin 57:42, #67 Michael Frolík 57:58 | 1–0, 2–0, 3–0, 4–0, 5–0, 6–0, 7–0, 8–0 |         |                  | Dommer: Oliver Gouin Yevgeni Romasko Linjedommere: Gleb Lazarev Lauri Nikulainen |
| |                                        |         |                  | Dommer: Oliver Gouin Yevgeni Romasko Linjedommere: Gleb Lazarev Lauri Nikulainen |
| |                                        |         |                  | Dommer: Oliver Gouin Yevgeni Romasko Linjedommere: Gleb Lazarev Lauri Nikulainen |

### Letland vs Rusland
| 18. maj 2019 12:15 | Letland | 1–3 1–0, 0–3, 0–0 | Rusland | Ondrej Nepela Arena, Bratislava Tilskuere: 9,084 |

|                            | Elvis Merzļinkis   | Målmænd                                                                  | Andrei Vasilevskiy | Dommer: Jan Hribik Maxim Sidorenko Linjedommere: Dmitri Golyak Brian Oliver |
| #27 Oskars Cibuļskis 10:28 | 1–0, 1–1, 1–2, 1–3 | #9 Dmitry Orlov 20:27, #97 Nikita Gusev 23:50, #86 Nikita Kucherov 32:40 |                    | Dommer: Jan Hribik Maxim Sidorenko Linjedommere: Dmitri Golyak Brian Oliver |
|                            |                    |                                                                          |                    | Dommer: Jan Hribik Maxim Sidorenko Linjedommere: Dmitri Golyak Brian Oliver |
|                            |                    |                                                                          |                    | Dommer: Jan Hribik Maxim Sidorenko Linjedommere: Dmitri Golyak Brian Oliver |

### Italien vs Norge
| 18. maj 2019 16:15 | Italien | 1–7 0–1, 0–0, 1–6 | Norge | Ondrej Nepela Arena, Bratislava Tilskuere: 8,872 |

|                         | Andreas Bernard                        | Målmænd | Henrik Holm | Dommer: Yevgeni Romasko Jeremy Tufts Linjedommere: Dustin McCrank Lauri Nikulainen |
| #94 Angelo Miceli 42:01 | 0–1, 0–2, 0–3, 0–4, 0–5, 0–6, 1–6, 1–7 | #61 Aleksander Reichenberg 15:23, #8 Mathias Trettenes 41:47, #85 Michael Haga 43:55, #18 Tobias Lindström 47:55, #13 Sondre Olden 49:06, #22 Martin Røymark 51:39, #17 Stefan Espeland 59:08 |             | Dommer: Yevgeni Romasko Jeremy Tufts Linjedommere: Dustin McCrank Lauri Nikulainen |
|                         |                                        | |             | Dommer: Yevgeni Romasko Jeremy Tufts Linjedommere: Dustin McCrank Lauri Nikulainen |
|                         |                                        | |             | Dommer: Yevgeni Romasko Jeremy Tufts Linjedommere: Dustin McCrank Lauri Nikulainen |

### Sverige vs Schweiz
| 18. maj 2019 20:15 | Sverige | 4–3 1–1, 2–1, 1–1 | Schweiz | Ondrej Nepela Arena, Bratislava Tilskuere: 9,085 |

| | Henrik Lundqvist                  | Målmænd                                                                  | Reto Berra | Dommer: Oliver Gouin Manuel Nikolic Linjedommere: Rene Jensen Jiři Ondráček |
| #10 Alexander Wennberg 18:44, #88 William Nylander 25:20, #56 Erik Gustafsson 28:28, #23 Oliver Ekman-Larsson 51:47 | 1–0, 1–1, 2–1, 3–1, 3–2, 4–2, 4–3 | #85 Sven Andrighetto 4:09, #76 Joël Genazzi 27:58, #92 Gäetan Haas 50:27 |            | Dommer: Oliver Gouin Manuel Nikolic Linjedommere: Rene Jensen Jiři Ondráček |
| |                                   |                                                                          |            | Dommer: Oliver Gouin Manuel Nikolic Linjedommere: Rene Jensen Jiři Ondráček |
| |                                   |                                                                          |            | Dommer: Oliver Gouin Manuel Nikolic Linjedommere: Rene Jensen Jiři Ondráček |

### Østrig vs Tjekkiet
| 19. maj 2019 16:15 | Østrig | 0–8 0–2, 0–3, 0–3 | Tjekkiet | Ondrej Nepela Arena, Bratislava Tilskuere: 9,072 |

|  | Lukas Herzog                           | Målmænd | Pavel Francouz | Dommer: Aleksi Rantala Maxim Sidorenko Linjedommere: Rene Jensen Dustin McCrank |
|  | 0–1, 0–2, 0–3, 0–4, 0–5, 0–6, 0–7, 0–8 | #94 Radek Faksa 6:30, #81 Dominik Kubalík 14:30, #12 Dominik Simon 20:41, #26 Michal Řepík 30:14, #67 Michael Frolík 30:55, #26 Michal Řepík 42:26, #29 Jan Kolář 44:06, #13 Jakub Vrána 45:01 |                | Dommer: Aleksi Rantala Maxim Sidorenko Linjedommere: Rene Jensen Dustin McCrank |
|  |                                        | |                | Dommer: Aleksi Rantala Maxim Sidorenko Linjedommere: Rene Jensen Dustin McCrank |
|  |                                        | |                | Dommer: Aleksi Rantala Maxim Sidorenko Linjedommere: Rene Jensen Dustin McCrank |

### Schweiz vs Rusland
| 19. maj 2019 20:15 | Schweiz | 0–3 0–1, 0–1, 0–1 | Rusland | Ondrej Nepela Arena, Bratislava Tilskuere: 9,056 |

|  | Leonardo Genoni | Målmænd                                                                       | Alexandar Georgiev | Dommer: Tobias Bjork Jeremy Tufts Linjedommere: Andreas Malmqvist Brian Oliver |
|  | 0–1, 0–2, 0–3   | #15 Artem Anisimov 3:36, #86 Nikita Kucherov 26:20, #86 Nikita Kucherov 55:20 |                    | Dommer: Tobias Bjork Jeremy Tufts Linjedommere: Andreas Malmqvist Brian Oliver |
|  |                 |                                                                               |                    | Dommer: Tobias Bjork Jeremy Tufts Linjedommere: Andreas Malmqvist Brian Oliver |
|  |                 |                                                                               |                    | Dommer: Tobias Bjork Jeremy Tufts Linjedommere: Andreas Malmqvist Brian Oliver |

### Sverige vs Letland
| 20. maj 2019 16:15 | Sverige | 5–4 1–0, 1–1, 3–3 | Letland | Ondrej Nepela Arena, Bratislava Tilskuere: 9,085 |

| | Henrik Lundqvist                       | Målmænd                                                                                             | Kristers Gudlevskis | Dommer: Aleksi Rantala Yevgeni Romasko Linjedommere: Rene Jensen Lauri Nikulainen |
| #40 Elias Pettersson 10:15, #9 Adrian Kempe 33:38, #58 Anton Lander 49:00, #72 Patric Hörnqvist 50:09, #70 Dennis Rasmussen 59:26 | 1–0, 2–0, 3–1, 3–2, 4–2, 4–3, 5–3, 5–4 | #71 Roberts Bukarts 29:35, #71 Roberts Bukarts 41:11 #72 Janis Jaks 43:42, #71 Robets Bukarts 56:36 |                     | Dommer: Aleksi Rantala Yevgeni Romasko Linjedommere: Rene Jensen Lauri Nikulainen |
| |                                        | |                     | Dommer: Aleksi Rantala Yevgeni Romasko Linjedommere: Rene Jensen Lauri Nikulainen |
| |                                        | |                     | Dommer: Aleksi Rantala Yevgeni Romasko Linjedommere: Rene Jensen Lauri Nikulainen |

### Østrig vs Italien
| 20. maj 2019 20:15 | Østrig | 3–4 2–1, 0–2, 1–0 | Italien | Ondrej Nepela Arena, Bratislava Tilskuere: 9,085 |

|                                                                           | David Kickhert                    | Målmænd                                                                                         | Andreas Bernard | Dommer: Jan Hribik Jeremy Tufts Linjedommere: Gleb Lazarev Jiri Ondrácek |
| #17 Manuel Ganahl 11:25, #12 Michael Raffl 16:08, #12 Michael Raffl 41:45 | 1–0, 1–1, 2–1, 2–2, 2–3, 3–3, 3–4 | #81 Anthony Bardaro 9:59, #23 Simon Kosther 34:35, #91 Marco Rosa 38:56, #94 Angelo Miceli P.K. |                 | Dommer: Jan Hribik Jeremy Tufts Linjedommere: Gleb Lazarev Jiri Ondrácek |
|                                                                           |                                   | #94 Angelo Miceli, Penalty min                                                                  |                 | Dommer: Jan Hribik Jeremy Tufts Linjedommere: Gleb Lazarev Jiri Ondrácek |
|                                                                           |                                   |                                                                                                 |                 | Dommer: Jan Hribik Jeremy Tufts Linjedommere: Gleb Lazarev Jiri Ondrácek |

### Tjekkiet vs Schweiz
| 21. maj 2019 12:15 | Tjekkiet | 5–4 1–1, 3–1, 1–2 | Schweiz | Ondrej Nepela Arena, Bratislava Tilskuere: 9,085 |

| | Patrik Bartošák                             | Målmænd                                                                      | Reto Berra | Dommer: Tobias Bjork Yevgeni Romasko Linjedommere: Dmitri Golyak Brian Oliver |
| #93 Jakub Voráček 12:21, #13 Dominik Simon 20:38, #67 Michael Frolík 26:20, #81 Dominik Kubalík 28:27, #44 Jan Rutta 58:33 | 1–0, 1–1, 2–1, 2–2, 3–2, 4–2, 4–3, 5–3, 5–4 | #38 Lukas Frick 2:13, #60 Tristan Scherwey 26:49, #22 Nino Niedrreiter 56:19 |            | Dommer: Tobias Bjork Yevgeni Romasko Linjedommere: Dmitri Golyak Brian Oliver |
| |                                             |                                                                              |            | Dommer: Tobias Bjork Yevgeni Romasko Linjedommere: Dmitri Golyak Brian Oliver |
| |                                             |                                                                              |            | Dommer: Tobias Bjork Yevgeni Romasko Linjedommere: Dmitri Golyak Brian Oliver |

### Norge vs Letland
| 21. maj 2019 16:15 | Norge | 1–4 1–0, 0–1, 0–3 | Letland | Ondrej Nepela Arena, Bratislava Tilskuere: 8,965 |

|                            | Henrik Haukeland        | Målmænd                                                                                            | Elvis Merzlinkis | Dommer: Manuel Nikolic Aleksi Rantala Linjedommere: Gleb Lazarev Andreas Malmqvist |
| #18 Tobias Lindström 15:18 | 1–0, 1–1, 1–2, 1–3, 1–4 | #70 Miks Indrašis 22:43, #72 Jānis Jaks 46:59, #12 Rihards Marenis 47:55, #91 Ronalds Ķēniņš 54:13 |                  | Dommer: Manuel Nikolic Aleksi Rantala Linjedommere: Gleb Lazarev Andreas Malmqvist |
|                            |                         | |                  | Dommer: Manuel Nikolic Aleksi Rantala Linjedommere: Gleb Lazarev Andreas Malmqvist |
|                            |                         | |                  | Dommer: Manuel Nikolic Aleksi Rantala Linjedommere: Gleb Lazarev Andreas Malmqvist |

### Sverige vs Rusland
| 21. maj 2019 20:15 | Sverige | 4–7 1–0, 0–6, 3–1 | Rusland | Ondrej Nepela Arena, Bratislava Tilskuere: 9,085 |

| | Jakob Markstörm                                  | Målmænd | Andrei Vasilevskiy | Dommer: Oliver Gouin Jan Hribik Linjedommere: Dustin McCrank Jiri Ondrácek |
| #92 Gabriel Landeskog 7:32, #88 William Nylander 52:02, #23 Oliver Ekman-Larsson 56:22, #23 John Klingberg 58:49 | 0–1, 0–2, 1–2, 1–3, 1–4, 1–5, 1–6, 2–7, 3–7, 4–7 | #15 Artem Anisimov 20:57, #63 Evgenii Dadonov 24:10, #8 Alexander Ovechkin 28:52, #77 Kirill Kaprizov 34:39, #25 Mikhail Grigorenko 37:17, #11 Evgenii Malkin 37:47, #9 Dmitry Orlov 52:57 |                    | Dommer: Oliver Gouin Jan Hribik Linjedommere: Dustin McCrank Jiri Ondrácek |
| |                                                  | |                    | Dommer: Oliver Gouin Jan Hribik Linjedommere: Dustin McCrank Jiri Ondrácek |
| |                                                  | |                    | Dommer: Oliver Gouin Jan Hribik Linjedommere: Dustin McCrank Jiri Ondrácek |